# Erich Juskowiak
Erich Juskowiak (ur. 7 września 1926 w Oberhausen, zm. 1 lipca 1983 w Düsseldorfie) – niemiecki piłkarz występujący na pozycji obrońcy.

## Kariera klubowa
Juskowiak zawodową karierę rozpoczynał w 1943 roku w klubie FC 08 Oberhausen. W 1946 roku trafił do Rot-Weiß Oberhausen. W 1950 roku odszedł do Wuppertaler SV, a w 1951 powrócił do Rot-Weiß Oberhausen. W 1953 roku został graczem Fortuny Düsseldorf (gdzie grał u boku bramkarza Toni Turka, mistrza świata z 1954 roku). W 1957 roku dotarł z zespołem do finału Pucharu RFN, jednak Fortuna przegrała 0:1 z Bayernem Monachium. W 1958 Juskowiak ponownie wystąpił z zespołem w finale Pucharu RFN, jednak tym razem Fortuna uległa po rzutach karnych drużynie VfB Stuttgart. W 1961 roku zakończył karierę. Zmarł w 1983 roku.

## Kariera reprezentacyjna
W reprezentacji RFN Juskowiak zadebiutował 23 grudnia 1951 w wygranym 4:1 towarzyskim meczu z Luksemburgiem. 19 grudnia 1954 w wygranym 3:0 towarzyskim spotkaniu z Portugalią strzelił pierwszego gola w drużynie narodowej. W 1958 roku został powołany do kadry na mistrzostwa świata. Zagrał na nich w meczach z Argentyną (3:1), Czechosłowacją (2:2), Irlandią Północną (2:2), Jugosławią (1:0) i Szwecją (1:3). Nie wystąpił jedynie w przegranym 3:6 spotkaniu o 3. miejsce z Francją. Po raz ostatni w kadrze Juskowiak zagrał 8 listopada 1959 w przegranym 3:4 towarzyskim pojedynku z Węgrami. W latach 1951–1959 w drużynie narodowej rozegrał w sumie 31 spotkań i zdobył 4 bramki.